# Gennes-Ivergny Churchyard
Gennes-Ivergny Churchyard is een begraafplaats gelegen in de Franse plaats Gennes-Ivergny (Pas-de-Calais). De militaire graven worden onderhouden door de Commonwealth War Graves Commission.
De begraafplaats telt 7 geïdentificeerde Gemenebest graven uit de Tweede Wereldoorlog.